# Listă de evenimente LGBT
Aceasta este o listă de evenimente care vizează comunitatea LGBT. Lista cuprinde, în principal, parade de pride, dar include, de asemenea, și alte tipuri de evenimente, precum competiții sportive și concursuri de frumusețe destinate persoanelor LGBT și festivaluri de film cu tematică LGBT.

## Africa
| Eveniment                   | Locație                   | Participanți | Site oficial                 | Are loc în fiecare   | Începând cu |
| --------------------------- | ------------------------- | ------------ | ---------------------------- | -------------------- | ----------- |
| Africa de Sud               |                           |              |                              |                      |             |
| Cape Town Pride             | Cape Town                 | 7.000        | www.capetownpride.org        | Februarie            | 2001        |
| Durban Pride                | Durban                    | 4.000–6.000  | www.durbanpride.org.za       | Iulie                | 2011        |
| Ekurhuleni Pride            | Ekurhuleni                |              | ekurhulenipride.co.za        |                      | 2009        |
| Free State Pride            | Bloemfontein              |              |                              |                      | 2012        |
| Johannesburg Pride          | Johannesburg              | 20.000       | johannesburgpride.co.za      | Octombrie            | 1990        |
| Khumbulani Pride            | Gugulethu                 | 500          |                              | Mai                  | 2013        |
| Limpopo Pride               | Polokwane                 |              |                              |                      | 2012        |
| Mother City Queer Project   | Cape Town                 |              |                              | Decembrie            | 1994        |
| Mr Gay South Africa         | Gauteng                   |              |                              | Noiembrie            | 2009        |
| Nelson Mandela Bay Pride    | Port Elizabeth            |              | www.nmbpride.co.za           |                      | 2011        |
| Out in Africa Film Festival | Johannesburg și Cape Town |              | www.oia.co.za                | Septembrie/Octombrie | 1994        |
| Pink Loerie Mardi Gras      | Knysna                    |              | www.pinkloeriefoundation.com | Mai                  | 2001        |
| Pink Mynah Festival         | Pietermaritzburg          |              |                              | Octombrie            |             |
| Pretoria Pride              | Pretoria                  |              |                              | Octombrie            | 2013        |
| Soweto Pride                | Soweto                    | 200          |                              | Septembrie           | 2006        |
| Coasta de Fildeș            |                           |              |                              |                      |             |
| Miss Woubi                  | Abidjan                   |              |                              |                      | 2009        |
| Mauritius                   |                           |              |                              |                      |             |
| Rainbow Parade              | Beau Bassin-Rose Hill     | 1.000        |                              | Iunie                | 2006        |
| Namibia                     |                           |              |                              |                      |             |
| Ada Ma/Hao                  | Keetmanshoop              | 40           |                              |                      | 2009        |
| Swakop Pride                | Swakopmund                | 150          |                              |                      | 2016        |
| Uganda                      |                           |              |                              |                      |             |
| Pride UG                    | Entebbe                   |              |                              |                      | 2011        |

## America Centrală
| Eveniment                                             | Locație             | Participanți  | Site oficial                    | Are loc în fiecare | Începând cu |
| ----------------------------------------------------- | ------------------- | ------------- | ------------------------------- | ------------------ | ----------- |
| Costa Rica                                            |                     |               |                                 |                    |             |
| Marcha de la Diversidad                               | San José            | 18.000–22.000 |                                 | Iunie              |             |
| Curaçao                                               |                     |               |                                 |                    |             |
| Curaçao Pride                                         | Willemstad          |               | www.curacaopride.com            | Septembrie         | 2012        |
| El Salvador                                           |                     |               |                                 |                    |             |
| Marcha por la Diversidad                              | San Salvador        | 1.000         |                                 |                    |             |
| Guatemala                                             |                     |               |                                 |                    |             |
| Desfile de la Diversidad Sexual e Identidad de Género | Ciudad de Guatemala | 20.000        |                                 |                    | 2000        |
| Panama                                                |                     |               |                                 |                    |             |
| Panama Gay Pride Parade                               | Ciudad de Panamá    | 400           |                                 |                    | 2005        |
| Puerto Rico                                           |                     |               |                                 |                    |             |
| Boquerón Pride                                        | Cabo Rojo           |               |                                 | Iunie              | 2015        |
| Puerto Rico Queer Filmfest                            | San Juan            |               | www.puertoricoqueerfilmfest.com | Noiembrie          |             |
| San Juan Pride                                        | San Juan            | 15.000        |                                 | Iunie              | 1991        |

## America de Nord
| Eveniment                          | Locație                          | Participanți    | Site oficial                 | Are loc în fiecare                                    | Începând cu |
| ---------------------------------- | -------------------------------- | --------------- | ---------------------------- | ----------------------------------------------------- | ----------- |
| Canada                             |                                  |                 |                              |                                                       |             |
| AIDS Walk for Life                 | Național                         |                 | scotiabankaidswalk.ca        | Septembrie                                            | 1996        |
| Bal en Blanc                       | Montréal                         | 15.000          | www.balenblanc.com           | Weekendul de Paște                                    | 1995        |
| Black & Blue Festival              | Montréal                         | 17.000          | bbcm.org                     |                                                       | 1991        |
| Capital Pride                      | Ottawa                           | 75.000          | ottawacapitalpride.ca        | August                                                | 1986        |
| Calgary Pride                      | Calgary                          | 60.000          | www.calgarypride.ca          | August                                                | 1990        |
| Edmonton Pride                     | Edmonton                         | 50.000          | www.edmontonpride.ca         |                                                       | 1981        |
| Fairy Tales Queer Film Festival    | Calgary                          |                 | www.fairytalesfilmfest.com   |                                                       | 1999        |
| Fête Arc-en-ciel                   | Québec                           | 40.000          | www.arcencielquebec.ca       | August                                                |             |
| Fierté Montréal                    | Montréal                         | 2.300.000       | www.fiertemontrealpride.com  | August                                                | 2007        |
| Guelph Pride                       | Guelph                           |                 | www.guelphpride.com          | Mai                                                   | 2003        |
| Halifax Pride                      | Halifax                          | 120.000         | www.halifaxpride.com         | Iulie                                                 | 1988        |
| Hamilton Pride                     | Hamilton                         |                 | hamiltonpride.ca             | Iunie                                                 |             |
| Hot & Dry Weekend                  | Montréal                         |                 | bbcm.org                     | Mai                                                   |             |
| image+nation                       | Montréal                         |                 | www.image-nation.org         | Noiembrie                                             |             |
| Inside Out                         | Toronto                          |                 | www.insideout.ca             |                                                       | 1991        |
| Lethbridge Pride Fest              | Lethbridge                       |                 | lethbridgepride.ca           | Iunie                                                 | 2009        |
| London Lesbian Film Festival       | London                           |                 | www.llff.ca                  |                                                       | 2003        |
| New West Pride                     | New Westminster                  |                 | www.newwestpride.ca          | August                                                | 2010        |
| OUTeast Film Festival              | Halifax                          |                 | www.outeastfilm.com          | Iunie                                                 | 2011        |
| Pride London                       | London                           |                 | www.pridelondon.ca           |                                                       |             |
| Pride Toronto                      | Toronto                          | 1.000.000       | www.pridetoronto.com         | Ultima săptămână din iunie                            | 1969        |
| Pride Winnipeg                     | Winnipeg                         | 38.000          | www.pridewinnipeg.com        | Iunie                                                 | 1987        |
| Prism Festival                     | Toronto                          |                 | prismtoronto.wixsite.com     | Iunie (același weekend ca Pride Toronto)              | 2003        |
| Queen City Pride                   | Regina                           | 6.000–8.000     | queencitypride.ca            | Iunie                                                 | 1990        |
| Queer Arts Festival                | Vancouver                        |                 | queerartsfestival.com        |                                                       | 1998        |
| Queer Beer Festival                | Toronto                          |                 | beerfestival.ca              | Sfârșitul lui iulie                                   | 2011        |
| Rad Pride                          | Halifax                          |                 |                              | Iulie (aceeași săptămână ca Halifax Pride)            | 2013        |
| Rainbow Reels                      | Regiunea Waterloo                |                 | rainbowreels.org             | Martie                                                | 2000        |
| Rapture: HEATWAVE                  | Vancouver                        |                 |                              | Iulie (aceeași săptămână ca Vancouver Pride Festival) |             |
| Reel Pride                         | Winnipeg                         |                 | reelpride.org                | Octombrie                                             | 1987        |
| Saskatoon Pride                    | Saskatoon                        | 10.000          | saskatoonpride.ca            | Iunie                                                 | 1992        |
| Sudbury Pride                      | Sudbury                          |                 | www.sudburypride.com         |                                                       | 1997        |
| Surrey Pride                       | Surrey                           | 1.000           | www.surreypride.ca           | Iunie                                                 | 2016        |
| Toronto Bound Weekend              | Toronto                          |                 | www.hotfftoronto.com         | Ultimul weekend din noiembrie                         |             |
| Toronto Leather Pride              | Toronto                          |                 | www.hotfftoronto.com         | Al doilea weekend din august                          |             |
| tri-Pride                          | Cambridge, Kitchener și Waterloo |                 | tri-pride.ca                 | Iunie                                                 | 1990        |
| Twist Weekend                      | Montréal                         |                 | bbcm.org                     | Iulie                                                 |             |
| Vancouver Pride Festival           | Vancouver                        | 650.000         | www.vancouverpride.ca        | Iulie                                                 | 1973        |
| Vancouver Queer Film Festival      | Vancouver                        |                 | queerfilmfestival.ca         | August                                                | 1989        |
| Victoria Pride Festival            | Victoria                         | 45.000          | victoriapridesociety.org     | Iulie                                                 | 1994        |
| Windsor Pride                      | Windsor                          |                 | www.windsorpride.com         |                                                       | 1992        |
| Groenlanda                         |                                  |                 |                              |                                                       |             |
| Nuuk Pride                         | Nuuk                             | 1.000           |                              | Iunie                                                 | 2010        |
| Mexic                              |                                  |                 |                              |                                                       |             |
| Arena Festival                     | Playa del Carmen                 |                 | arena.mx                     | Februarie                                             |             |
| Cancún International Gay Festival  | Cancún                           |                 |                              | Mai                                                   |             |
| Cine Queer                         | Monterrey                        |                 |                              | Iulie                                                 | 2011        |
| Diversciudad                       | Monterrey                        |                 |                              | Iunie                                                 | 2016        |
| Guadalajara Pride                  | Guadalajara                      | 2.000–6.500     |                              |                                                       | 1996        |
| Marcha del Orgullo LGBT            | Ciudad de México                 | 100.000         |                              | Iunie                                                 | 1979        |
| Vallarta Pride                     | Puerto Vallarta                  |                 | vallartapride.com            | Mai                                                   |             |
| White Party                        | Puerto Vallarta                  |                 |                              | Noiembrie                                             |             |
| Statele Unite                      |                                  |                 |                              |                                                       |             |
| Albuquerque Pride                  | Albuquerque                      | 40.000          | abqpride.com                 | Iunie                                                 | 1976        |
| Aqua Girl                          | Miami                            |                 | www.aquagirl.org             | Mai                                                   | 1999        |
| Arizona Gay Rodeo                  | Phoenix                          |                 | www.agra-phx.com             | Ianuarie                                              |             |
| Atlanta Black Pride                | Atlanta                          |                 | atlantaprideweekend.com      | Septembrie                                            |             |
| Atlanta Pride                      | Atlanta                          | 300.000         | atlantapride.org             | Octombrie                                             | 1971        |
| Augusta Pride                      | Augusta                          | 12.000          | www.prideaugusta.org         | Iunie                                                 | 2010        |
| Austin International Drag Festival | Austin                           |                 | austindragfest.org           | Noiembrie                                             | 2015        |
| Austin Pride                       | Austin                           | 350.000         | www.austinpride.org          | Septembrie                                            | 1991        |
| Baltimore Pride                    | Baltimore                        | 30.000          | baltimorepride.org           | Iulie                                                 | 1975        |
| Bay Area Rodeo                     | San Francisco                    |                 | bayarearodeo.com             | Septembrie                                            | 1993        |
| Bear Bust                          | Orlando                          |                 | bearbust.org                 | Octombrie                                             | 1990        |
| Bear Invasion                      | Washington, D.C.                 |                 | www.bearinvasion.com         | August                                                |             |
| Bellingham Pride                   | Bellingham                       | 8.000           | www.bellinghampride.org      | Iulie                                                 | 1999        |
| BigHorn Rodeo                      | Las Vegas                        |                 | www.bighornrodeo.com         | Septembrie                                            | 1993        |
| Blue Ball                          | Philadelphia                     |                 |                              | Mai                                                   | 1992        |
| Boise Pridefest                    | Boise                            | 20.000          | boisepridefest.org           | August                                                | 1990        |
| Boston Pride                       | Boston                           | 400.000         | www.bostonpride.org          | Iunie                                                 | 1970        |
| Buffalo Pride Festival             | Buffalo                          | 30.000          | www.buffalopridefestival.com | Iunie                                                 |             |
| Capital Pride                      | Washington, D.C.                 | 250.000         | www.capitalpride.org         | Iunie                                                 | 1975        |
| Capital Pride Festival             | Albany                           | 25.000          | www.capitalpridecenter.org   | Iunie                                                 | 1998        |
| Chicago Pride Parade               | Chicago                          | 1.000.000       | chicagopride.gopride.com     | Iunie                                                 | 1970        |
| Cleveland Pride                    | Cleveland                        | 40.000          | www.clevelandpride.org       | Iunie                                                 | 1989        |
| Columbus Pride                     | Columbus                         | 600.000         | columbuspride.org            | Iunie                                                 | 1981        |
| Come Out with Pride                | Orlando                          | 30.000–50.000   | comeoutwithpride.com         | Octombrie                                             | 2005        |
| Dallas Pride                       | Dallas                           | 45.000          | dallaspride.org              | Septembrie                                            | 1972        |
| Denver PrideFest                   | Denver                           | 400.000         | glbtcolorado.org             | Iunie                                                 | 1976        |
| Hot Rodeo                          | Palm Springs                     |                 | psrodeo.org                  | Mai                                                   |             |
| Keystone State Gay Rodeo           | Harrisburg                       |                 | ksgra.org                    | Iunie                                                 |             |
| LA Pride                           | Los Angeles                      | 400.000         | www.lapride.org              | Iunie                                                 | 1970        |
| Las Vegas Pride                    | Las Vegas                        | 30.000          | lasvegaspride.org            | Mai                                                   | 1983        |
| Miami Beach Gay Pride              | Miami Beach                      | 130.000         | www.miamibeachgaypride.com   | Aprilie                                               | 2009        |
| Motor City Pride                   | Detroit                          | 44.000          | motorcitypride.org           | A doua duminică din iunie                             | 1972        |
| NYC Pride                          | New York                         | 2.500.000       | www.nycpride.org             | Iunie                                                 | 1969        |
| Out On Film                        | Atlanta                          |                 | www.outonfilm.org            |                                                       | 1988        |
| Philly Pride                       | Philadelphia                     | 40.000          | www.phillygaypride.org       | Iunie                                                 | 1989        |
| Phoenix Pride                      | Phoenix                          | 37.000          | phoenixpride.org             | Aprilie                                               | 1981        |
| Pittsburgh Pride                   | Pittsburgh                       | 150.000         | www.pittsburghpride.org      | Iunie                                                 |             |
| Pride Houston                      | Houston                          | 700.000         | pridehouston.org             | Iunie                                                 | 1979        |
| Pride NW                           | Portland                         | 60.000          | pridenw.org                  | Iunie                                                 | 1977        |
| Pride Palooza                      | Binghamton                       | 1.000           | www.binghamtonpride.org      | Iunie                                                 | 2005        |
| River City Pride                   | Jacksonville                     | 8.000–10.000    | www.rivercitypride.org       | Octombrie                                             | 1978        |
| Rocky Mountain Regional Rodeo      | Denver                           |                 |                              | Iulie                                                 |             |
| Rodeo in the Rock                  | Little Rock                      |                 |                              | Aprilie                                               |             |
| San Diego Pride                    | San Diego                        | 230.000         | sdpride.org                  | Iulie                                                 | 1974        |
| San Francisco Pride                | San Francisco                    | 1.800.000       | www.sfpride.org              | Iunie                                                 | 1970        |
| Seattle PrideFest                  | Seattle                          | 200.000         | seattlepride.org             | Iunie                                                 | 1974        |
| Show-Me State Rodeo                | Kansas City                      |                 | mgra.us                      | Septembrie                                            |             |
| Southern Decadence                 | New Orleans                      | 100.000–300.000 | www.southerndecadence.net    | Duminica dinaintea Zilei Muncii                       | 1972        |
| Twin Cities Pride                  | Minneapolis/St. Paul             | 450.000         | www.tcpride.org              | Iunie                                                 | 1972        |
| Zia Regional Rodeo                 | Santa Fe                         |                 | nmgra.org                    | August                                                |             |

## America de Sud
| Eveniment                                      | Locație        | Participanți | Site oficial         | Are loc în fiecare | Începând cu |
| ---------------------------------------------- | -------------- | ------------ | -------------------- | ------------------ | ----------- |
| Argentina                                      |                |              |                      |                    |             |
| LiberCine                                      | Buenos Aires   |              |                      |                    | 2008        |
| Marcha del Orgullo LGBTIQ                      | Buenos Aires   | 250.000      |                      | Noiembrie          | 1992        |
| Brazilia                                       |                |              |                      |                    |             |
| Brasília Gay Pride Parade                      | Brasília       | 45.000       |                      | Iulie              | 1997        |
| Festival Mix Brasil                            | São Paulo      |              | www.mixbrasil.org.br | Noiembrie          | 1993        |
| Parada do Orgulho LGBT                         | Belo Horizonte | 100.000      |                      | Iulie              | 1998        |
| Parade of Diversity                            | Florianópolis  |              |                      | Septembrie         | 2006        |
| Rio de Janeiro Gay Pride Parade                | Rio de Janeiro | 1.000.000    |                      | Octombrie          | 1995        |
| Rio Festival de Gênero & Sexualidade no Cinema | Rio de Janeiro |              | www.riofgc.com       | Iulie              | 1995        |
| Salvador Gay Pride Parade                      | Salvador       |              | www.ggb.org.br       | Iunie              | 2002        |
| São Paulo Gay Pride Parade                     | São Paulo      | 5.000.000    | paradasp.org.br      | Iunie              | 1997        |
| Chile                                          |                |              |                      |                    |             |
| Amor Festival                                  | Santiago       |              | amorfestival.com     | Iunie              | 2016        |
| Cine Movilh                                    | Santiago       |              | www.movilh.cl        | Octombrie          | 2008        |
| Marcha por la Diversidad Sexual                | Concepción     |              | mums.cl              |                    |             |
| Marcha por la Diversidad Sexual                | Santiago       | 80.000       | mums.cl              |                    | 1999        |
| Marcha por la Diversidad Sexual                | Valparaíso     |              | mums.cl              |                    |             |
| Open Mind Fest                                 | Santiago       |              |                      | Noiembrie          | 2006        |
| Columbia                                       |                |              |                      |                    |             |
| Marcha de la Ciudadanía LGBT                   | Bogotá         | 70.000       | www.colombialgbt.com | Iunie              | 1996        |
| Semana de la Diversidad Sexual y de Géneros    | Bogotá         |              |                      | Octombrie          | 2011        |
| Ecuador                                        |                |              |                      |                    |             |
| Marcha del Orgullo LGBTI                       | Guayaquil      |              |                      |                    |             |
| Marcha del Orgullo LGBTI                       | Quito          | 10.000       |                      | Iulie              |             |
| Peru                                           |                |              |                      |                    |             |
| Marcha del Orgullo LGBTI                       | Lima           |              |                      | Iulie              | 2001        |
| Marcha del Orgullo LGTB                        | Arequipa       |              |                      | Iulie              | 2008        |
| Uruguay                                        |                |              |                      |                    |             |
| Marcha por la Diversidad                       | Montevideo     | 50.000       |                      |                    |             |
| Venezuela                                      |                |              |                      |                    |             |
| Festival Venezolano de Cine de la Diversidad   | Caracas        |              |                      | Iunie              | 2006        |
| Marcha del Orgullo Gay                         | Caracas        |              |                      | Mai                |             |
| Marcha del Orgullo Gay                         | Maracaibo      | 3.000        |                      | Iunie              | 2010        |

## Asia
| Eveniment                                        | Locație                          | Participanți | Site oficial          | Are loc în fiecare                       | Începând cu |
| ------------------------------------------------ | -------------------------------- | ------------ | --------------------- | ---------------------------------------- | ----------- |
| China                                            |                                  |              |                       |                                          |             |
| Beijing Queer Film Festival                      | Beijing                          |              |                       | Variază; de obicei, între mai–septembrie | 2001        |
| Hong Kong Lesbian & Gay Film Festival            | Hong Kong                        |              | www.hklgff.hk         | Septembrie                               | 1989        |
| Hong Kong Pride Parade                           | Hong Kong                        | 6.800        | www.hkpride.net       | Noiembrie                                | 2008        |
| LGBT Tourism Week                                | Shanghai                         |              |                       | Octombrie                                | 2015        |
| Shanghai Pride                                   | Shanghai                         | 6.000        | www.shpride.com       | Iunie                                    | 2009        |
| ShanghaiPRIDE Film Festival                      | Shanghai                         |              |                       | Iunie                                    | 2015        |
| Coreea de Sud                                    |                                  |              |                       |                                          |             |
| Daegu Queer Culture Festival                     | Daegu                            |              |                       |                                          | 2009        |
| Korea Queer Culture Festival                     | Seul                             | 85.000       | www.kqcf.org          | Iunie                                    | 2000        |
| Korea Queer Film Festival                        | Seul                             |              | kqff.co.kr            | Iunie                                    | 2001        |
| Filipine                                         |                                  |              |                       |                                          |             |
| Metro Manila Pride                               | Manila                           | 3.500        | metromanilapride.org  | Iunie                                    |             |
| Pride International Film Festival                | Manila                           |              |                       |                                          | 2004        |
| India                                            |                                  |              |                       |                                          |             |
| Bangalore Queer Film Festival                    | Bangalore                        |              | blrqueerfilmfest.com  | Februarie                                | 2008        |
| Bhopal Pride March                               | Bhopal                           | 400          |                       | Mai                                      | 2017        |
| Bhubaneswar Pride                                | Bhubaneswar                      |              |                       | Iunie                                    | 2009        |
| Chandigarh LGBT Pride Walk                       | Chandigarh                       | 500          |                       | Martie                                   | 2013        |
| Chennai Rainbow Pride                            | Chennai                          |              |                       | Iunie                                    | 2009        |
| Delhi Queer Pride Parade                         | Delhi                            | 5.000        |                       | Iunie/Iulie                              | 2008        |
| KASHISH Mumbai International Queer Film Festival | Mumbai                           |              | mumbaiqueerfest.com   | Mai                                      | 2010        |
| Kolkata Rainbow Pride Walk                       | Kolkata                          | 1.500        |                       | Iunie                                    | 1999        |
| Namma Pride                                      | Bangalore                        | 3.000        |                       | Iunie                                    | 2008        |
| Queer Azaadi Mumbai                              | Mumbai                           | 14.000       | mumbaipride.in        | August                                   | 2008        |
| Rainbow Pride Walk                               | Goa                              |              |                       | Octombrie                                | 2017        |
| Indonezia                                        |                                  |              |                       |                                          |             |
| Bali Pride                                       | Bali                             |              | www.balipride.com     |                                          | 2014        |
| Q! Film Festival                                 | Jakarta                          |              | www.qmunity-id.org    |                                          | 2002        |
| Israel                                           |                                  |              |                       |                                          |             |
| Ashdod Pride                                     | Așdod                            | 500          |                       |                                          | 2013        |
| Be'er Sheva Pride                                | Beer Șeva                        | 3.500        |                       |                                          | 2009        |
| Eilat Pride                                      | Eilat                            | 300          |                       |                                          | 2001        |
| Hadera Pride                                     | Hadera                           | 60           |                       |                                          | 2012        |
| Haifa Pride                                      | Haifa                            | 3.000        |                       |                                          | 2003        |
| Jerusalem Pride                                  | Ierusalim                        | 25.000       |                       |                                          | 2002        |
| Petah Tikva Pride                                | Petah Tikva                      |              |                       |                                          | 2012        |
| Rishon LeZion Pride                              | Rișon Le-Țion                    |              |                       |                                          | 2010        |
| Tel Aviv Pride                                   | Tel Aviv                         | 200.000      |                       | Iunie                                    | 1993        |
| TLVFest                                          | Tel Aviv                         |              | www.tlvfest.com       | Iunie                                    | 2006        |
| Japonia                                          |                                  |              |                       |                                          |             |
| Aomori International LGBT Film Festival          | Aomori                           |              | aomori-lgbtff.org     | Iulie                                    | 2006        |
| Aomori Rainbow Parade                            | Aomori                           | 101          |                       |                                          | 2014        |
| Asian Queer Film Festival                        | Tokyo                            |              |                       |                                          | 2007        |
| Ehime LGBT Film Festival                         | Matsuyama                        |              |                       | Prima săptămână din decembrie            | 2011        |
| Kansai Queer Film Festival                       | Osaka și Kyoto                   |              | kansai-qff.org        |                                          | 2005        |
| Kansai Rainbow Parade                            | Osaka                            |              | www.kansaiparade.org  | Octombrie                                | 2006        |
| Kyushu Rainbow Pride                             | Fukuoka                          |              |                       | Noiembrie                                | 2014        |
| Mie Rainbow Festa                                | Ise                              |              |                       | Septembrie                               | 2016        |
| Nijipare                                         | Nagoya                           |              |                       |                                          | 2012        |
| NLGR+                                            | Nagoya                           |              |                       | Ultimul weekend din mai                  | 2001        |
| Pink Dot Okinawa                                 | Naha                             | 1.500        | pinkdotok.jp          | Iulie                                    | 2013        |
| Rainbow Parade Kumamoto                          | Kumamoto                         |              |                       | Noiembrie                                |             |
| Sapporo Rainbow March+                           | Sapporo                          | 1.100        | rainbowmarchplus.com  | A doua duminică din septembrie           | 1996        |
| Tohoku Rainbow Summer                            | Sendai                           |              |                       | August                                   | 2014        |
| Tokyo International Lesbian & Gay Film Festival  | Tokyo                            |              |                       | Iulie                                    | 1992        |
| Tokyo Rainbow Pride                              | Tokyo                            | 70.500       | tokyorainbowpride.com | Ultima duminică din aprilie              | 2012        |
| Yokohama Diversity Parade                        | Yokohama                         | 300          |                       | Octombrie                                | 2015        |
| Liban                                            |                                  |              |                       |                                          |             |
| Beirut Pride                                     | Beirut                           | 4.000        |                       | Mai                                      | 2017        |
| Malaezia                                         |                                  |              |                       |                                          |             |
| Seksualiti Merdeka                               | Kuala Lumpur                     |              |                       | August                                   | 2008        |
| Myanmar                                          |                                  |              |                       |                                          |             |
| &PROUD Yangon LGBT+ Film Festival                | Yangon                           |              | www.andproud.net      | Ianuarie                                 | 2014        |
| Nepal                                            |                                  |              |                       |                                          |             |
| National LGBTI Day                               | Nepal                            |              |                       | Puash 6 (Vikram Samvat)                  | 2015        |
| Nepal Pride                                      | Kathmandu, Pokhara și Biratnagar | 1.000        |                       | Gai Jatra                                | 2010        |
| Singapore                                        |                                  |              |                       |                                          |             |
| Pink Dot SG                                      | Singapore                        | 28.000       | pinkdot.sg            | Mai                                      | 2009        |
| Sri Lanka                                        |                                  |              |                       |                                          |             |
| Colombo Pride                                    | Colombo                          |              |                       |                                          | 2004        |
| Taiwan                                           |                                  |              |                       |                                          |             |
| Kaohsiung Pride                                  | Kaohsiung                        | 7.000        |                       | Septembrie                               | 2010        |
| LGBT Civil Rights Movement Film Festival         | Taipei                           |              |                       | Septembrie/Octombrie                     | 2000        |
| Mr Gay Taiwan                                    | Taipei                           |              | www.mrgaytw.com       |                                          |             |
| Taiwan Pride                                     | Taipei                           | 123.000      |                       | Septembrie/Octombrie                     | 2003        |
| Thailanda                                        |                                  |              |                       |                                          |             |
| Bangkok Gay & Lesbian Film Festival              | Bangkok                          |              |                       | Iunie                                    | 2015        |
| Bangkok Pride                                    | Bangkok                          |              |                       |                                          | 2017        |
| Chiang Mai Pride                                 | Chiang Mai                       |              |                       |                                          | 2008        |
| Pattaya Pride                                    | Pattaya                          | 200          |                       | Noiembrie                                |             |
| Phuket Pride                                     | Phuket                           |              |                       | Martie                                   | 1999        |

## Europa
| Eveniment                                                 | Locație | Participanți  | Site oficial                     | Are loc în fiecare             | Începând cu                                                                                                  |
| --------------------------------------------------------- | --- | ------------- | -------------------------------- | ------------------------------ | --- |
| Austria                                                   | |               |                                  |                                | |
| EuroSki Pride                                             | Saalbach-Hinterglemm |               |                                  | Martie                         | 2007 |
| Gay SnowHappening                                         | Sölden |               | www.gaysnowhappening.com         | Martie                         | 1998 |
| identities                                                | Viena |               | www.identities.at                | Iunie                          | |
| Life Ball                                                 | Viena |               | lifeplus.org                     | Mai                            | 1993 |
| Regenbogenparade                                          | Viena | 100.000       | viennapride.at                   | Iulie                          | 1996 |
| Wiener Regenbogenball                                     | Viena |               |                                  | Ianuarie                       | 1998 |
| Belgia                                                    | |               |                                  |                                | |
| Antwerp Pride                                             | Anvers | 50.000        | antwerppride.eu                  | Iunie                          | 2008 |
| Belgian Pride                                             | Bruxelles | 100.000       | pride.be                         | Mai                            | 1996 |
| Brussels Gay and Lesbian Film Festival                    | Bruxelles |               | www.fglb.org                     | Ianuarie                       | 1986 |
| Leather & Fetish Pride Belgium                            | Anvers |               | www.leatherpride.be              | Ianuarie                       | |
| NaviGAYtion                                               | Anvers |               | www.navigaytion.be               | Iunie                          | 2009 |
| Pink Screens                                              | Bruxelles |               | www.pinkscreens.org              | Octombrie                      | 2002 |
| Swim for Life                                             | Bruxelles |               | www.swimforlife.be               | Noiembrie                      | 1996 |
| The Cruise by La Demence                                  | Bruxelles |               | lademence.com                    | Iulie                          | |
| Bulgaria                                                  | |               |                                  |                                | |
| Sofia Pride                                               | Sofia | 1.500         |                                  | Iunie                          | 2008 |
| Cehia                                                     | |               |                                  |                                | |
| Mezipatra Queer Film Festival                             | Brno și Praga | 10.500        | www.mezipatra.cz                 | Noiembrie                      | 2000 |
| Prague Pride                                              | Praga | 40.000        | www.praguepride.cz               | August                         | 2011 |
| Queer Parade                                              | Brno | 500           |                                  | Iunie                          | 2008 |
| Queer Pride Parade and Festival                           | Tábor | 350–500       | www.queerprideparadetabor.cz     | Iunie                          | 2009 |
| Cipru                                                     | |               |                                  |                                | |
| Cyprus Pride                                              | Nicosia | 4.500         | www.acceptcy.org                 | Mai                            | 2014 |
| Croația                                                   | |               |                                  |                                | |
| L-fest                                                    | Zagreb |               |                                  | Noiembrie                      | 2010 |
| Osijek Pride                                              | Osijek | 300           |                                  | Septembrie                     | 2014 |
| Queer Split                                               | Split |               |                                  | Mai                            | 2012 |
| Queer Zagreb                                              | Zagreb |               | www.queerzagreb.org              | Aprilie/Mai                    | 2003 |
| Split Pride                                               | Split | 700           |                                  | Iunie                          | 2011 |
| Zagreb Pride                                              | Zagreb | 15.000        | www.zagreb-pride.net             | Iunie/Iulie                    | 2002 |
| ZbeLeTron                                                 | Zagreb |               |                                  | Decembrie/Ianuarie             | 2009 |
| Danemarca                                                 | |               |                                  |                                | |
| Aalborg Pride                                             | Aalborg | 5.000         | aalborgpride.dk                  | Iulie                          | 2015 |
| Aarhus Pride                                              | Aarhus | 3.000–4.000   | aarhuspride.dk                   | Iunie                          | 2012 |
| Copenhagen Pride                                          | Copenhaga | 300.000       | copenhagenpride.dk               | August                         | 1996 |
| MIX Copenhagen                                            | Copenhaga |               | mixcopenhagen.dk                 | Octombrie                      | 1985 |
| Elveția                                                   | |               |                                  |                                | |
| Arosa Gay Ski Week                                        | Arosa |               | www.arosa-gayskiweek.com         | Ianuarie                       | 2005 |
| Gay Pride de Fribourg                                     | Fribourg | 3.000–5.000   | www.fribourgpride.ch             | Iunie                          | 2013 |
| Jungle Gay Party                                          | Lausanne |               | www.gay-party.com                | 31 iulie                       | 1993 |
| Pride Ouest                                               | Berna |               | prideouest2017.ch                | August                         | |
| Zurich Pride Festival                                     | Zürich | 38.000        | zurichpridefestival.ch           | Iunie                          | 1994 |
| Estonia                                                   | |               |                                  |                                | |
| Baltic Pride                                              | Tallinn | 1.800         |                                  |                                | 2011, 2014 și 2017                                                                                           |
| Tallinn Bearty                                            | Tallinn |               | www.bearty.info                  | Aprilie                        | 2015 |
| Finlanda                                                  | |               |                                  |                                | |
| Helsinki Pride                                            | Helsinki | 30.000        | www.helsinkipride.fi             | Ultima săptămână din iunie     | |
| Lahti Pride                                               | Lahti |               | www.lahtipride.fi                |                                | 2014 |
| North Pride                                               | Oulu | 700–800       |                                  |                                | 2011 |
| Regnbågsankan                                             | Helsinki |               | www.regnbagsankan.fi             | Toamna                         | |
| Tampere Pride                                             | Tampere | 1.000         | www.tamperepride.fi              |                                | 2005 |
| TransHelsinki                                             | Helsinki |               | transtukipiste.fi                | Noiembrie                      | |
| Vinokino                                                  | Turku, Helsinki, Jyväskylä, Oulu și Tampere                                                                                         |               | www.vinokino.fi                  | Toamna                         | 1991 |
| Franța                                                    | |               |                                  |                                | |
| Big Fun                                                   | Paris |               | bigfunfr.wixsite.com             |                                | |
| European Gay Ski Week                                     | Avoriaz |               | www.europeangayskiweek.com       |                                | |
| European Snow Pride                                       | Tignes |               | www.europeansnowpride.com        |                                | |
| Existrans                                                 | Paris |               | existrans.org                    | Octombrie                      | 1996 |
| Festival International du Film Gay et Lesbien de Grenoble | Grenoble |               | www.vuesdenface.com              | Aprilie                        | |
| Fierté Ours Paris                                         | Paris |               | fierteoursparis.com              |                                | |
| Gay Cirkus Avignon                                        | Avignon |               |                                  |                                | 2008 |
| Gay Pride de Montpellier                                  | Montpellier | 8.000–23.000  | www.montpelliergay.com           |                                | |
| In & Out                                                  | Nisa |               | www.inoutfestival.fr             | Aprilie/Mai                    | 2009 |
| Lesbian & Gay Pride Bordeaux                              | Bordeaux | 5.000         | www.lgpbordeaux.net              | Iunie                          | |
| Lesbian & Gay Pride Lille                                 | Lille | 18.000–20.000 | www.lillepride.fr                |                                | |
| Lesbian and Gay Pride de Lyon                             | Lyon | 16.000        |                                  |                                | 1995 |
| Marche des Fiertés LGBT de Nancy                          | Nancy |               |                                  |                                | |
| Paris Pride                                               | Paris | 800.000       | www.gaypride.fr                  | Iunie                          | |
| Pride Marseille                                           | Marsilia | 15.000–25.000 | www.pride-marseille.com          | Iulie                          | |
| Pride Toulouse                                            | Toulouse | 20.000        | pridetoulouse.com                |                                | |
| Solidays                                                  | Paris | 202.000       | www.solidays.org                 | Iulie                          | 1999 |
| Germania                                                  | |               |                                  |                                | |
| Bear Pride Cologne                                        | Köln |               |                                  | Mai                            | |
| Bearversions                                              | Berlin |               | www.spreebaeren.de               | Aprilie                        | 1999 |
| Christopher Street Day                                    | Berlin | 700.000       |                                  | Iunie                          | 1979 |
| Christopher Street Day                                    | Dresda | 10.000        | www.csd-dresden.de               | Iunie                          | 1994 |
| Christopher Street Day                                    | Erfurt | 250           |                                  | August                         | 2012 |
| Christopher Street Day                                    | Frankfurt | 100.000       | csd-frankfurt.de                 | Iulie                          | |
| Christopher Street Day                                    | Leipzig | 6.000         | www.csd-leipzig.de               | Iulie                          | 2004 |
| Christopher Street Day                                    | München | 100.000       | www.csdmuenchen.de               | Iulie                          | 1980 |
| Christopher Street Day                                    | Nürnberg | 20.000        | www.csd-nuernberg.de             | August                         | 1998 |
| Dyke March                                                | Nürnberg | 400           | dykemarchnuernberg.wordpress.com | August                         | 2018 |
| Christopher Street Day                                    | Stuttgart | 170.000       | www.csd-stuttgart.de             | Iulie/August                   | |
| ColognePride                                              | Köln | 950.000       | www.colognepride.de              | Iulie                          | 1991 |
| Come Together Cup                                         | Berlin, Köln și Essen |               | www.come-together-cup.de         | Iunie                          | 1995 |
| Easter in Berlin                                          | Berlin |               | www.blf.de                       | Martie/Aprilie                 | 1974 |
| Fantasypride                                              | Köln |               | fantasypride.de                  |                                | |
| Folsom Europe                                             | Berlin |               | folsomeurope.info                | Septembrie                     | 2003 |
| Gay Night at the Zoo                                      | Berlin |               | www.gay-night-at-the-zoo.de      | August                         | 2005 |
| Hamburg Pride                                             | Hamburg | 300.000       | www.hamburg-pride.de             | Iulie                          | 1980 |
| Kreuzberg Pride                                           | Berlin | 5.000         |                                  | Iunie                          | 1998 |
| Gay Oktoberfest                                           | München |               | www.mlc-munich.de                | Septembrie                     | |
| Lauf für mehr Zeit                                        | Frankfurt |               | lauf-fuer-mehr-zeit.com          | Septembrie                     | |
| Leatherparty                                              | Hamburg |               | msc-hamburg.de                   | August                         | 1973 |
| Lesbian and Gay City Festival                             | Berlin | 350.000       | www.regenbogenfonds.de           | Iunie                          | 1993 |
| Lesbisch Schwule Filmtage                                 | Hamburg | 15.500        | www.lsf-hamburg.de               |                                | 1990 |
| LesBiSchwules Parkfest Friedrichshain                     | Berlin |               | www.parkfest-friedrichshain.de   | August                         | 1998 |
| Queer Film Festival                                       | Wien, Stuttgart, Nürnberg, München, Magdeburg, Leipzig, Köln, Halle (Saale), Fürstenwalde, Frankfurt, Düsseldorf, Dresden și Berlin |               | www.queerfilmfestival.net        | Septembrie                     | |
| Schwule Filmwoche Freiburg                                | Freiburg |               | 2017.schwule-filmwoche.de        | Aprilie/Mai                    | 1985 |
| Wigstöckel                                                | Berlin |               | www.wigstoeckel.com              | Octombrie                      | 1995 |
| Yo! Sissy Music Festival                                  | Berlin |               | www.yosissy.com                  | Iulie                          | 2015 |
| Grecia                                                    | |               |                                  |                                | |
| Athens Pride                                              | Atena | 32.000        | www.athenspride.org              | Iunie                          | 2005 |
| Crete Pride                                               | Heraklion |               |                                  |                                | 2015 |
| Outview Film Festival                                     | Atena |               | outview.gr                       | Aprilie                        | 2013 |
| Patras Pride                                              | Patras |               |                                  |                                | 2016 |
| Skiathos Seduction Festival                               | Skiathos |               |                                  | Iulie                          | 2012 |
| Thessaloniki International LGBT Film Festival             | Salonic |               | lgbtq-iff.gr                     | Octombrie                      | 1998 |
| Thessaloniki Pride                                        | Salonic | 10.000        |                                  |                                | 2012 |
| XLSIOR                                                    | Mykonos |               | www.xlsiorfestival.com           | August                         | 2011 |
| Irlanda                                                   | |               |                                  |                                | |
| Alternative Miss Ireland                                  | Dublin |               |                                  | Martie                         | 1987 |
| Cork Pride Festival                                       | Cork | 10.000        | www.corkpride.com                | Iulie/August                   | 2006 |
| Dublin LGBTQ Pride                                        | Dublin | 160.000       | dublinpride.ie                   | Iunie                          | 1983 |
| Galway Pride Festival                                     | Galway | 5.000         | galwaypridefestival.com          | August                         | 1989 |
| Gaze International LGBT Film Festival                     | Dublin |               | www.gaze.ie                      | Iulie/August                   | 1992 |
| International Dublin Gay Theatre Festival                 | Dublin |               | www.gaytheatre.ie                | Mai                            | 2004 |
| Kerry Festival of Pride                                   | Tralee |               |                                  | Mai                            | 2013 |
| LimerickPride                                             | Limerick |               | limerickpride.ie                 | August                         | 2005 |
| Mr Gay Ireland                                            | Dublin |               | www.mrgayireland.ie              | Octombrie                      | 2005 |
| Northwest LGBT Pride                                      | Sligo |               |                                  | August                         | 2006 |
| Out for the Weekend                                       | Kilkenny |               |                                  | August                         | |
| Waterford Pride                                           | Waterford |               |                                  | August                         | |
| Islanda                                                   | |               |                                  |                                | |
| Bears on Ice                                              | Reykjavík |               | www.bearsonice.org               | Septembrie                     | |
| Pink December                                             | Reykjavík |               | www.pinkiceland.is               | Decembrie                      | |
| Pink Masquerade Party                                     | Reykjavík |               |                                  | Pe tot parcursul anului        | |
| Rainbow Reykjavík                                         | Reykjavík |               |                                  | Ianuarie                       | 2011 |
| Reykjavík Pride                                           | Reykjavík | 100.000       | hinsegindagar.is                 | August                         | 1999 |
| Italia                                                    | |               |                                  |                                | |
| Bologna Pride                                             | Bologna | 60.000        | www.bolognapride.it              | Iunie                          | |
| Calabria Pride                                            | Reggio Calabria, Catanzaro și Cosenza                                                                                               |               | calabriapride.com                |                                | 2014 |
| Catania Pride                                             | Catania | 10.000        | cataniapride.com                 | Ultima săptămână din iunie     | 1994 |
| European Gay Ski Week                                     | Pila |               | www.europeangayskiweek.com       | Martie                         | |
| Liguria Pride                                             | Genova | 200.000       | www.liguriapride.it              |                                | |
| Lovers Film Festival – Torino LGBTQI Visions              | Torino |               |                                  | Iunie                          | 1986 |
| Milano Pride                                              | Milano | 200.000       | www.milanopride.it               | Iunie                          | |
| Napoli Pride                                              | Napoli | 300.000       | www.napolipride.org              |                                | 1996 |
| Palermo Pride                                             | Palermo | 50.000        | palermopride.it                  | Mai/Iunie                      | |
| Puglia Pride                                              | Foggia | 10.000        |                                  |                                | |
| Roma Pride                                                | Roma | 700.000       | www.romapride.it                 | Iunie                          | 2000 |
| Sardegna Pride                                            | Cagliari, Alghero și Sassari | 20.000        | www.sardegnapride.org            |                                | |
| Sicilia Queer Filmfest                                    | Palermo |               | www.siciliaqueerfilmfest.it      | Mai/Iunie                      | 2010 |
| Torino Pride                                              | Torino | 120.000       | www.torinopride.it               |                                | |
| Verona Pride                                              | Verona | 10.000        |                                  |                                | |
| Letonia                                                   | |               |                                  |                                | |
| Baltic Pride                                              | Riga | 5.000         |                                  |                                | 2009, 2012 și 2015                                                                                           |
| Lituania                                                  | |               |                                  |                                | |
| Baltic Pride                                              | Vilnius | 3.000         |                                  |                                | 2010, 2013 și 2016                                                                                           |
| Luxemburg                                                 | |               |                                  |                                | |
| GayMat                                                    | Luxemburg |               | gaymat.lu                        | A doua sâmbătă din iulie       | 1996 |
| Malta                                                     | |               |                                  |                                | |
| Malta Gay Pride Week                                      | Valletta | 1.000         | www.maltagayrights.org           |                                | 2004 |
| Marea Britanie                                            | |               |                                  |                                | |
| Bear Pride                                                | Londra |               | www.xxl-london.com               | Mai                            | 2007 |
| Belfast Pride                                             | Belfast | 50.000        | www.belfastpride.com             | August                         | 1991 |
| BFI Flare                                                 | Londra |               | www.bfi.org.uk                   | Martie                         | 1986 |
| Birmingham Pride                                          | Birmingham | 75.000        | www.birminghampride.com          | Mai                            | 1983 |
| Birmingham Pride Ball                                     | Birmingham |               |                                  | Martie                         | |
| Blackpool Pride Festival                                  | Blackpool | 13.000        | www.blackpoolpride-fest.co.uk    | Mai/Iunie                      | 2006 |
| Bourne Free Pride Festival                                | Bournemouth |               | web.bournefree.co.uk             |                                | 2003 |
| Brighton Pride                                            | Brighton | 300.000       | www.brighton-pride.org           | August                         | 1991 |
| Bristol Pride Festival                                    | Bristol | 28.000        | bristolpride.co.uk               | Iulie                          | 2010 |
| Coventry Pride                                            | Coventry | 6.000         | www.coventrypride.org.uk         | Iunie                          | 2015 |
| Doncaster Pride                                           | Doncaster | 12.000        | www.doncasterpride.co.uk         | 16 august                      | 2009 |
| Exeter Pride                                              | Exeter | 2.000         | exeterpride.co.uk                | Primăvara                      | 2008 |
| Foyle Pride                                               | Londonderry |               |                                  | August                         | 1993 |
| Gaywise FESTival                                          | Londra |               | www.gaywisefestival.org.uk       | Noiembrie                      | 2006 |
| Glasgay! Festival                                         | Glasgow | 25.000        | outspokenarts.org                | Octombrie                      | 1993 |
| Homotopia                                                 | Liverpool |               | www.homotopia.net                | Noiembrie                      | 2004 |
| Huddersfield Pink Picnic                                  | Huddersfield |               | www.huddersfieldpinkpicnic.co.uk | Iulie                          | 1986 |
| Leeds Pride                                               | Leeds | 40.000        | www.leedspride.com               | Prima duminica din august      | 2006 |
| Leicester Pride                                           | Leicester | 10.000        | www.leicesterpride.com           |                                | 2001 |
| Lincoln Pride                                             | Lincoln |               | www.lincolnpride.co.uk           | Iulie                          | 2006 |
| Liverpool Pride                                           | Liverpool | 75.000        | liverpoolpride.co.uk             | 7 august                       | 2010 |
| Manchester Pride                                          | Manchester | 250.000       | www.manchesterpride.com          |                                | 1989 |
| Margate Pride                                             | Margate |               | www.margatepride.org             |                                | |
| Mr Gay UK                                                 | Blackpool |               | www.mrgayuk.co.uk                |                                | 1993 |
| Mr Gay Wales                                              | Cardiff |               |                                  |                                | 2005 |
| National Student Pride                                    | 123 de universități și colegii din țară                                                                                             |               | www.studentpride.co.uk           | Martie                         | 2005 |
| North Wales Pride                                         | Bangor |               | northwalespride.com              | Octombrie                      | 2012 |
| Northern Pride                                            | Newcastle upon Tyne | 65.000        | www.northern-pride.com           | 17 iulie                       | 2010 |
| Nottinghamshire Pride                                     | Nottingham | 20.000        | nottinghamshirepride.co.uk       | Iulie                          | 1999 |
| Oxford Pride                                              | Oxford | 4.000–5.000   | www.oxfordpride.org.uk           | Iulie                          | 2003 |
| Pink Festival                                             | Cambridge | 12.000        | www.thepinkfestival.co.uk        | Septembrie                     | 2003 |
| Pride Cymru                                               | Cardiff | 20.000        | www.pridecymru.co.uk             |                                | 1999 |
| Pride Edinburgh                                           | Edinburgh |               | prideedinburgh.org.uk            |                                | 1995 |
| Pride Glasgow                                             | Glasgow | 50.000        | www.pride.scot                   |                                | 2004 |
| Pride in Hull                                             | Kingston upon Hull |               | prideinhull.co.uk                |                                | 2016 |
| Pride in London                                           | Londra | 1.000.000     | prideinlondon.org                |                                | 1972 |
| Pride in Plymouth                                         | Plymouth |               | prideinplymouth.org.uk           | 7 iulie                        | 2007 |
| Queer Contact Festival                                    | Manchester |               | contactmcr.com                   | Februarie                      | 2009 |
| Queer Spirit                                              | Wiltshire |               | www.queerspirit.net              | Iulie                          | 2017 |
| Shropshire Rainbow Film Festival                          | Shrewsbury |               | www.rainbowfilmfestival.org.uk   | Octombrie                      | 2006 |
| Sparkle Weekend                                           | Manchester |               | www.sparkle.org.uk               | Iulie                          | 2005 |
| Stoke-on-Trent Pride                                      | Stoke-on-Trent |               | www.stokeontrentpride.org.uk     | August                         | 2011 |
| Suffolk Pride                                             | Ipswich | 3.000         | www.suffolklgbtnetwork.org.uk    |                                | 2009 |
| Swansea Pride                                             | Swansea | 1.500         | www.swanseapride.com             | Ultima sâmbătă din iunie       | 2009 |
| Swindon & Wiltshire Pride                                 | Swindon |               | www.swindonwiltshirepride.co.uk  | Prima sâmbătă din august       | 2008 |
| UK Black Pride                                            | Londra |               | ukblackpride.org.uk              | August                         | 2006 |
| We Are: Proud                                             | Bristol |               |                                  | Iulie                          | 2012 |
| Weston-super-Mare Pride                                   | Weston-super-Mare |               | www.wsmpride.com                 |                                | 2012 |
| Wolverhampton Pride                                       | Wolverhampton |               | www.lgbtwolverhampton.org.uk     | 28 iulie                       | 2013 |
| York LGBT Pride                                           | York |               | yorkpride.org.uk                 |                                | 2002 |
| Moldova                                                   | |               |                                  |                                | |
| Moldova Pride                                             | Chișinău | 300           |                                  |                                | 2002 |
| Muntenegru                                                | |               |                                  |                                | |
| Merlinka Festival                                         | Podgorica |               | merlinka.com                     | Mai                            | 2014 |
| Montenegro Pride                                          | Podgorica | 150           | queermontenegro.org              |                                | 2013 |
| Norvegia                                                  | |               |                                  |                                | |
| Bergen Pride                                              | Bergen | 5.000         | www.bergenpride.no               | Iunie                          | 1980 |
| Oslo Pride                                                | Oslo | 100.000       | www.oslopride.no                 | Iunie                          | 1982 |
| Raballder Cup                                             | Oslo |               | www.raballdercup.com             | Martie                         | |
| Skeive Filmer                                             | Oslo |               | www.oglff.org                    | Iunie                          | 1990 |
| Stavanger på skeivå                                       | Stavanger |               | www.skeiva.no                    | Septembrie                     | |
| Olanda                                                    | |               |                                  |                                | |
| Amsterdam Gay Pride                                       | Amsterdam | 560.000       | pride.amsterdam                  | Primul weekend din august      | 1996 |
| Leather Pride                                             | Amsterdam |               | www.leatherpride.nl              |                                | 1996 |
| Milkshake Festival                                        | Amsterdam |               | www.milkshakefestival.com        | Iulie                          | 2012 |
| Pink Christmas                                            | Amsterdam |               |                                  |                                | 2008 |
| Pink Monday                                               | Tilburg | 300.000       |                                  | Iulie                          | 1990 |
| Pinkster Tournament                                       | Amsterdam |               | www.pinkstertournament.com       | Mai                            | |
| Rotterdam Pride                                           | Rotterdam |               | rotterdam-pride.com              | Ultimul weekend din septembrie | 2014 |
| Utrecht Canal Pride                                       | Utrecht | 15.000–20.000 | www.utrechtcanalpride.nl         | Iunie                          | 2017 |
| Polonia                                                   | |               |                                  |                                | |
| Culture for Tolerance                                     | Cracovia | 2.500         |                                  | Aprilie                        | 2004 |
| Days of Equality and Tolerance                            | Poznań |               |                                  | Noiembrie                      | 2004 |
| Equal Rights Festival                                     | Wrocław |               |                                  | Octombrie                      | 2009 |
| Marathon of Equality                                      | Łódź |               | fabrykarownosci.com              | Aprilie                        | 2011 |
| Parada Równości                                           | Varșovia | 20.000        | www.paradarownosci.eu            | Mai/Iunie                      | 2001 |
| Portugalia                                                | |               |                                  |                                | |
| Arraial Pride                                             | Lisabona | 45.000        | www.ilga-portugal.pt             |                                | 1997 |
| Marcha Contra a Homofobia e Transfobia                    | Coimbra |               |                                  | 17 mai                         | 2010 |
| Marcha do Orgulho LGBT                                    | Porto | 2.000         | www.orgulhoporto.org             | Iulie                          | 2006 |
| Marcha LGBT dos Açores                                    | Ponta Delgada | 2.000         |                                  |                                | 2012 |
| Queer Lisboa                                              | Lisabona |               |                                  | Septembrie                     | 1997 |
| România                                                   | |               |                                  |                                | |
| Bucharest Pride                                           | București | 2.500         | www.bucharestpride.ro            | Mai/Iunie                      | 2004 |
| Cluj Pride                                                | Cluj-Napoca | 1.000         | clujpride.ro                     | Iunie/Iulie                    | 2017 |
| Feminist and Queer International Film Festival            | București |               |                                  | Noiembrie                      | 2015 |
| Serile Filmului Gay                                       | Cluj-Napoca |               | serilefilmuluigay.ro             | Octombrie/Noiembrie            | 2004 |
| Rusia                                                     | |               |                                  |                                | |
| Moscow Pride                                              | Moscova |               |                                  |                                | 2006–2011 (În iunie 2012, tribunalul din Moscova a hotărât interzicerea timp de 100 de ani a paradelor gay.) |
| QueerFest                                                 | Sankt Petersburg |               | queerfest.ru                     | Septembrie                     | 2009 |
| Side by Side LGBT International Film Festival             | Sankt Petersburg |               | www.bok-o-bok.ru                 | Octombrie                      | 2008 |
| Serbia                                                    | |               |                                  |                                | |
| Belgrade Pride                                            | Belgrad | 3.000         | parada.rs                        |                                | 2001 |
| Merlinka Festival                                         | Belgrad |               | merlinka.com                     | Decembrie                      | 2009 |
| Slovacia                                                  | |               |                                  |                                | |
| Dúhový Pride                                              | Bratislava | 2.000         | duhovypride.sk                   | Mai/Iunie                      | 2010 |
| Filmový festival inakosti                                 | Bratislava |               | www.ffi.sk                       | Septembrie/Octombrie           | 2007 |
| Pride Košice                                              | Košice | 200           | pridekosice.sk                   | Septembrie                     | 2013 |
| Slovenia                                                  | |               |                                  |                                | |
| Društva Parada ponosa                                     | Ljubljana | 1.500         | www.ljubljanapride.org           | Iulie                          | 2001 |
| Ljubljana LGBT Film Festival                              | Ljubljana |               |                                  | Decembrie                      | 1984 |
| Spania                                                    | |               |                                  |                                | |
| ARN Culture Pride                                         | Arona |               | arnculturepride.com              | Iunie                          | |
| Barcelona International Gay & Lesbian Film Festival       | Barcelona |               |                                  | Iulie                          | |
| Bear Carnival Maspalomas                                  | Maspalomas |               | bearcarnival.com                 | Martie                         | |
| Cádiz Gay Pride                                           | Cádiz |               |                                  |                                | |
| Carnival Las Palmas                                       | Las Palmas |               |                                  | Februarie/Martie               | |
| Carnival Maspalomas                                       | Maspalomas |               |                                  | Martie                         | |
| Ella International Lesbian Festival                       | Mallorca |               | ellafestival.com                 | Septembrie                     | |
| Gay Pride Sitges                                          | Sitges | 60.000        | www.gaysitgespride.com           | Iulie                          | |
| Girlie Circuit                                            | Barcelona | 70.000        | girliecircuit.net                | August                         | 2008 |
| Ibiza Gay Pride                                           | Ibiza |               | ibizagaypride.es                 |                                | 2015 |
| LesGaiCineMad                                             | Madrid | 14.000        | www.lesgaicinemad.com            |                                | 1996 |
| Loveball                                                  | Barcelona | 20.000        |                                  |                                | |
| Mad.bear                                                  | Madrid |               | www.madbear.org                  |                                | |
| Madrid Pride                                              | Madrid | 1.500.000     |                                  |                                | |
| Mr Gay Pride España                                       | Madrid |               | mrgaypride.es                    |                                | 2008 |
| Ola Girls Festival                                        | Calp | 2.000         |                                  | Iunie                          | |
| Orgullo de Andalucía                                      | Sevilla | 10.000        |                                  |                                | |
| Orgullo LGTB de Zaragoza                                  | Zaragoza | 2.000         |                                  |                                | |
| Pride Barcelona                                           | Barcelona | 250.000       | www.pridebarcelona.org           | Iunie                          | 2009 |
| Sitges Bears Week                                         | Sitges |               |                                  |                                | |
| SleazyMadrid                                              | Madrid |               | sleazymadrid.com                 | Aprilie                        | |
| Valencia Gay Pride                                        | Valencia |               |                                  |                                | |
| Zinegoak                                                  | Bilbao | 4.000         | zinegoak.com                     | Februarie                      | |
| Suedia                                                    | |               |                                  |                                | |
| Baltic Battle                                             | Stockholm |               | www.balticbattle.se              | Septembrie                     | 1978 |
| GayCamp                                                   | Coasta de vest a Suediei |               | www.gaycamp.se                   | Iulie                          | 1983 |
| Mr Gay Sweden                                             | Stockholm |               | www.qx.se                        |                                | 1999 |
| Malmö Pride                                               | Malmö | 12.000        | www.malmöpride.com               |                                | 1995 |
| Qom Ut                                                    | Jönköping |               | qomut.se                         |                                | 2013 |
| Stockholm Pride                                           | Stockholm | 600.000       | www.stockholmpride.org           |                                | 1998 |
| West Pride                                                | Göteborg | 125.000       | westpride.se                     |                                | 2007 |
| Turcia                                                    | |               |                                  |                                | |
| !f Istanbul Independent Film Festival                     | Istanbul |               | www.ifistanbul.com               | Ianuarie                       | 2002 |
| Baki Koșar Culture and Art Festival                       | İzmir |               | www.siyahpembe.org               | Februarie                      | 2009 |
| Istanbul Trans Pride                                      | Istanbul |               |                                  | Iunie                          | 2010 |
| KuirFest                                                  | Ankara |               | www.pembehayatkuirfest.org       | Ianuarie                       | 2012 |
| Lambda Istanbul Pride Week                                | Istanbul | 100.000       | www.lambdaistanbul.org           | Iunie                          | 2003 |
| LuBUnya Film Week                                         | Istanbul |               |                                  | Decembrie                      | 2010 |
| March against Homophobia and Transphobia                  | Ankara |               | www.kaosgl.org                   | Mai                            | 2007 |
| Ucraina                                                   | |               |                                  |                                | |
| Kyiv Pride                                                | Kiev | 2.500         | www.kyivpride.org                |                                | |
| Ungaria                                                   | |               |                                  |                                | |
| Budapest Pride                                            | Budapesta | 22.000        | www.budapestpride.hu             | Iunie/Iulie                    | 1997 |